# ديني دوهرتي
ديني دوهرتي (بالإنجليزية: Denny Doherty)‏ (و. 1940 – 2007 م) هو مغني، وملحن، وكاتب أغاني، وممثل كندي، ولد في هاليفاكس، توفي في ميسيساغا، عن عمر يناهز 67 عاماً، بسبب أم الدم الأبهرية البطنية.
.

## جوائز
حصل على جوائز منها:
- عضوية قاعة مشاهير الموسيقى الكندية [الإنجليزية]‏ (1996).

## وصلات خارجية
- ديني دوهرتي على موقع IMDb (الإنجليزية)
- ديني دوهرتي على موقع ميوزك برينز (الإنجليزية)
- ديني دوهرتي على موقع إن إن دي بي (الإنجليزية)
- ديني دوهرتي على موقع أول ميوزيك (الإنجليزية)
- ديني دوهرتي على موقع ديسكوغز (الإنجليزية)
- ديني دوهرتي على موقع قاعدة بيانات الفيلم (الإنجليزية)
- ديني دوهرتي في قاعدة بيانات الأفلام على الإنترنت